# Krascovití
Krascovití (Buprestidae) je jednou z největších čeledí brouků. Obsahuje asi 15 000 popsaných druhů ve 450 rodech. Velké a nádherně zbarvené druhy jsou předmětem zájmu sběratelů.
Tvar těla krasců je cylindricky protáhlý, s délkou těla od 3 mm po impozantních 100 mm, většina druhů má délku pod 20 mm. Je známo mnoho variant zářivých barev, často ve složitých vzorech.
Larva se živí na kořenech, kmenech, stvolech a listech různých rostlin, počínaje stromy až po trávy. Některé druhy se živí hlodáním ve dřevě odumírajících, mrtvých nebo i zdravých stromů a dřevin; a jsou tak vážnými škůdci, kteří způsobují rozsáhlé škody.
Hlavní představitelé podčeledí:
- Agrilinae – celosvětově rozšířeni, většina se objevuje na severní polokouli
- Buprestinae – celosvětově rozšířeni
- Calodema – vyskytují se pouze v Austrálii a Nové Guineji, obvykle v deštných pralesích.
- Castiarina – kolem 500 druhů nalezeno pouze v Austrálii a Nové Guineji, předtím byly považovány za podrod rodu Stigmodera
- Chrysochroa – vyskytují se ve Jihovýchodní Asii s dvěma druhy domovem v Japonsku a jedním v Africe.
- Julodinae
- Metaxymorpha – vyskytují se pouze v Austrálii, Nové Guineji a Indonésii, obvykle v deštných pralesích.
- Polycestinae
- Stigmodera – 7 popsaných druhů.
- Temognatha – nalezeni pouze v Austrálii a Nové Guineji (83–85 druhů), předtím považováni za podrod rodu Stigmodera

## Fotogalerie

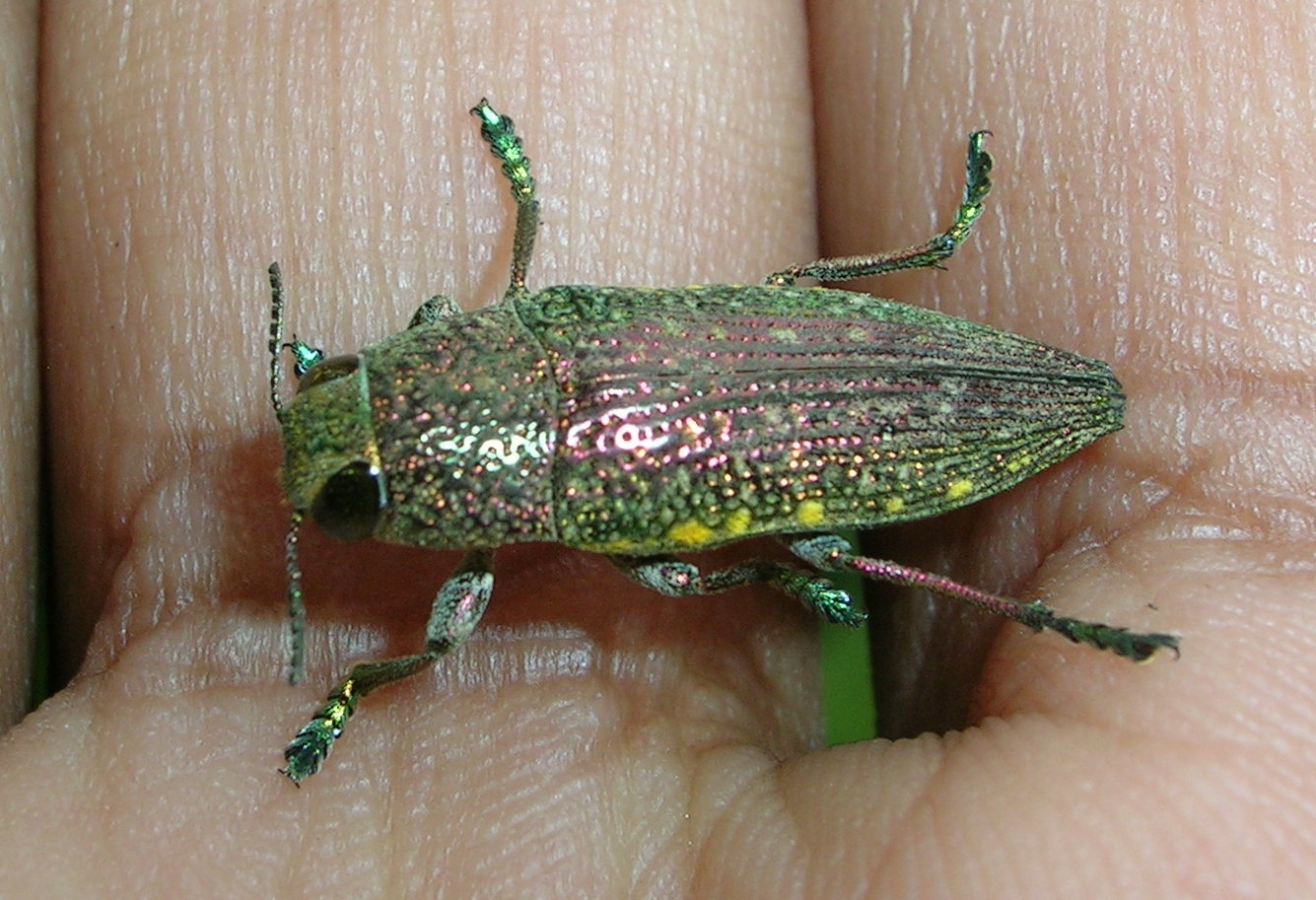
Krasec z Indie
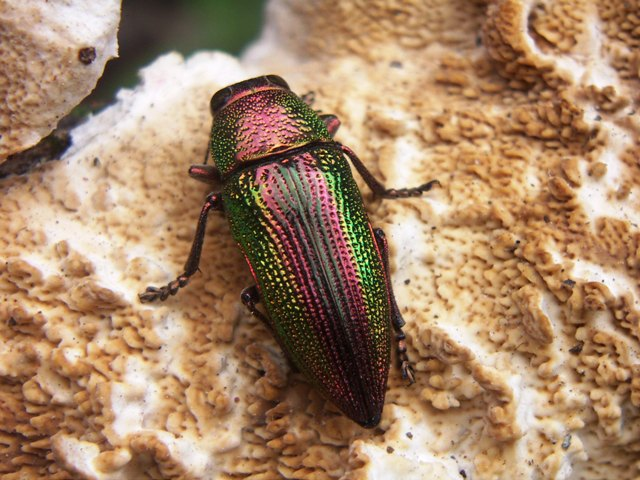
Krasec z Panadžábu
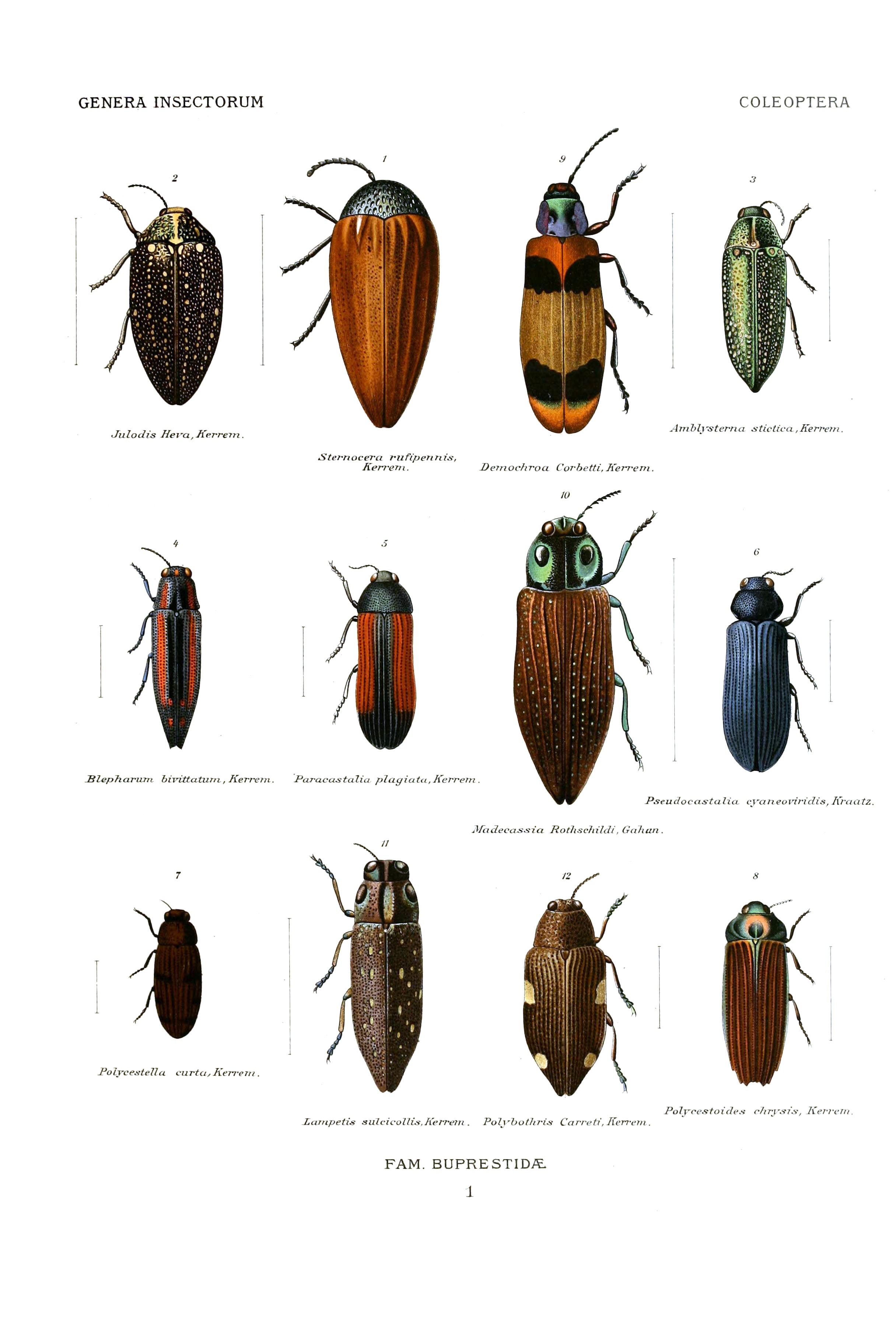
Krascovití
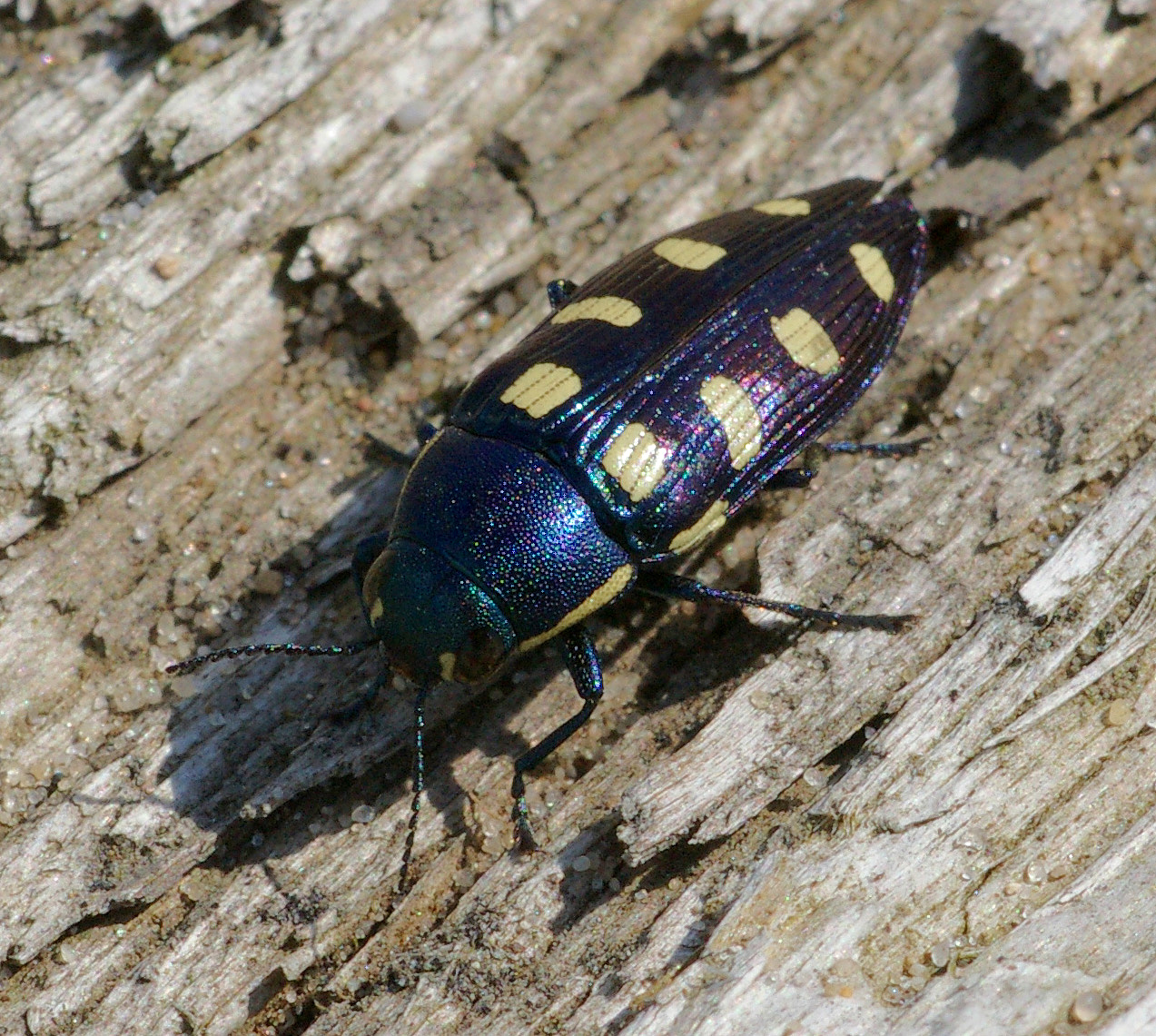
krasec osmiskvrnný (Buprestis octoguttata)
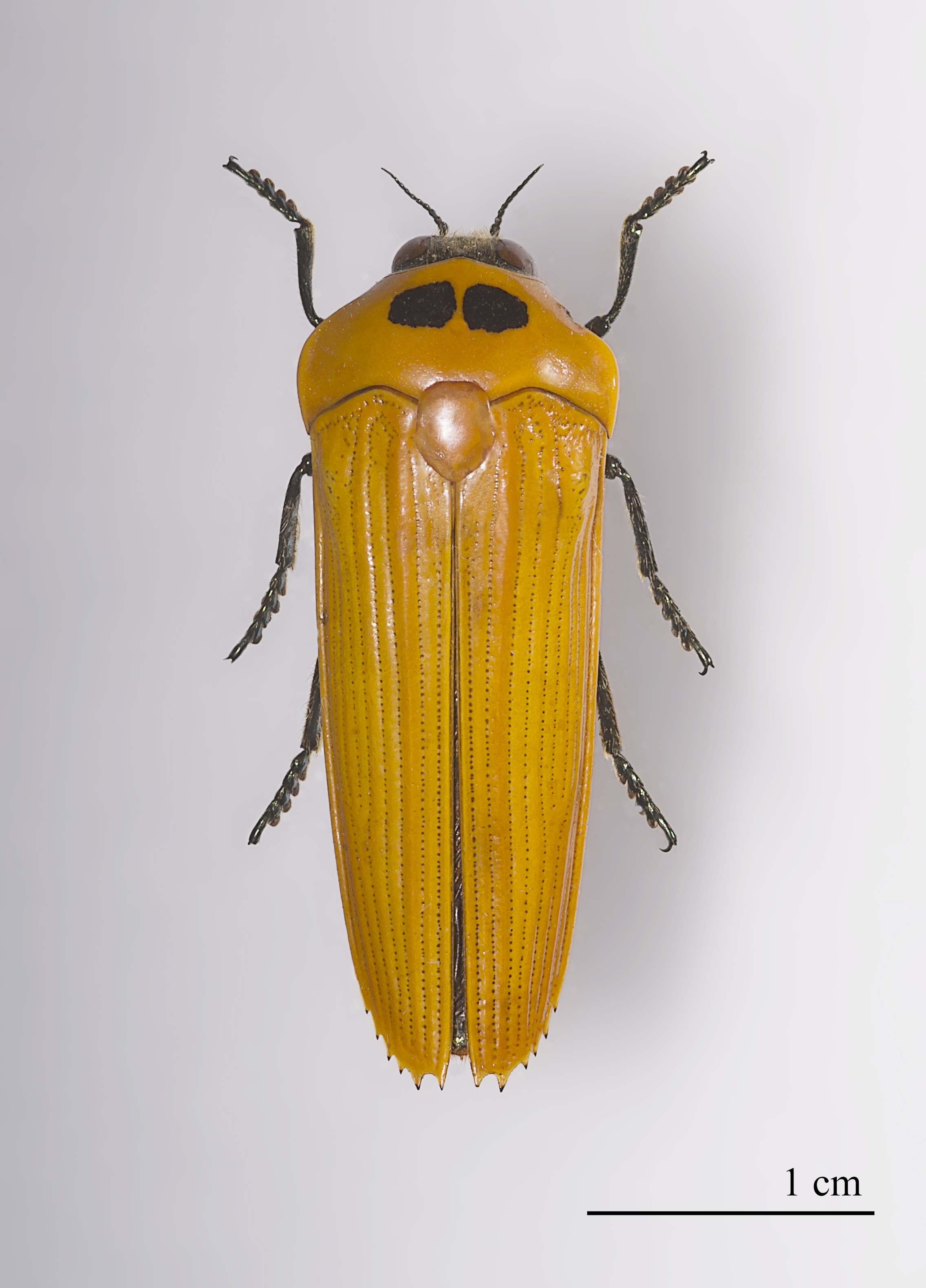
Hiperantha testacea
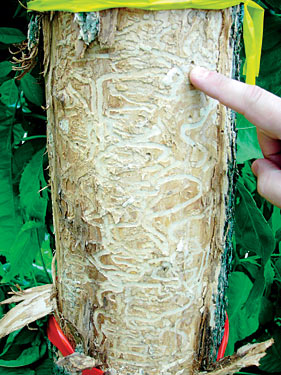
Požerky larev druhu Agrilus planipennis
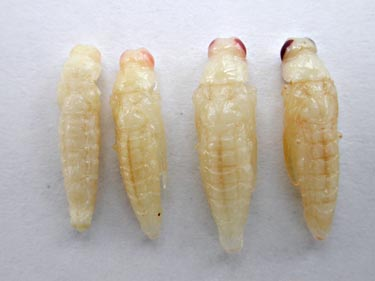
Kukly druhu Agrilus planipennis
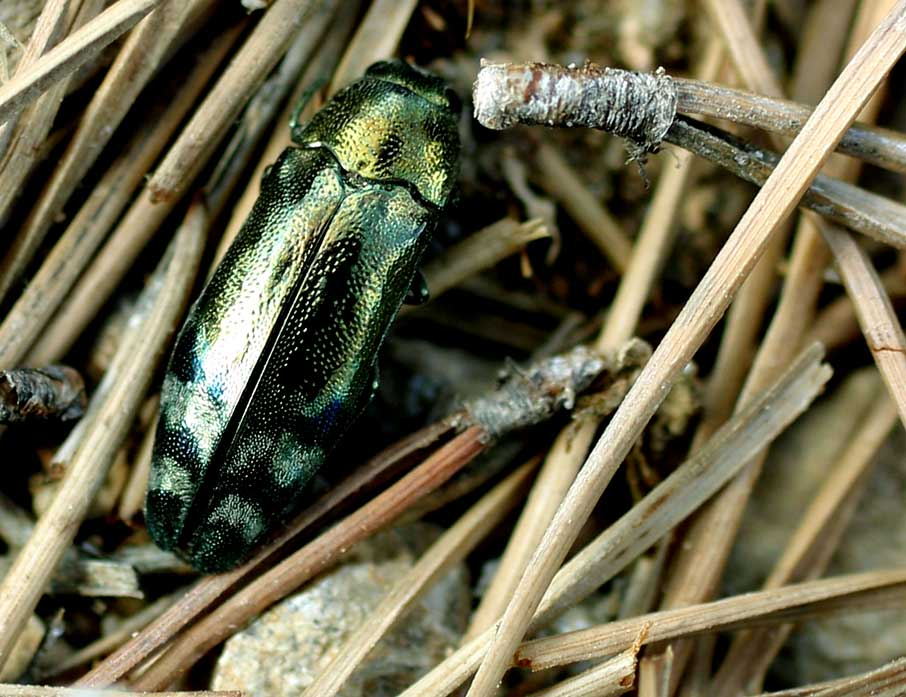
Coraebus florentinus
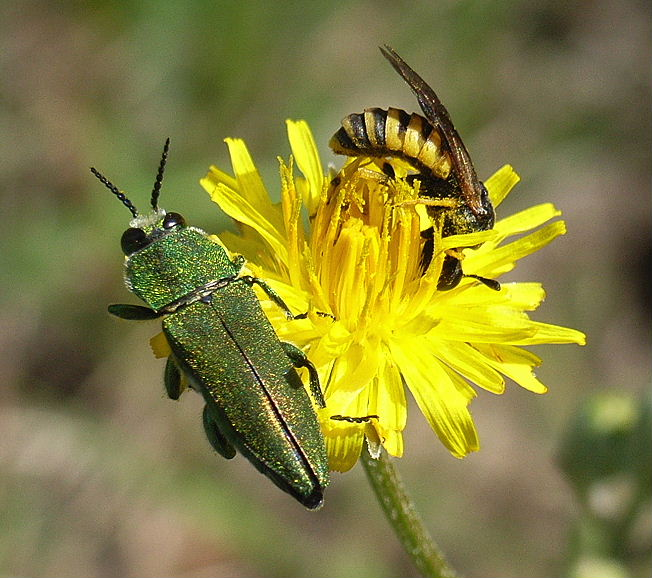
Anthaxia hungarica
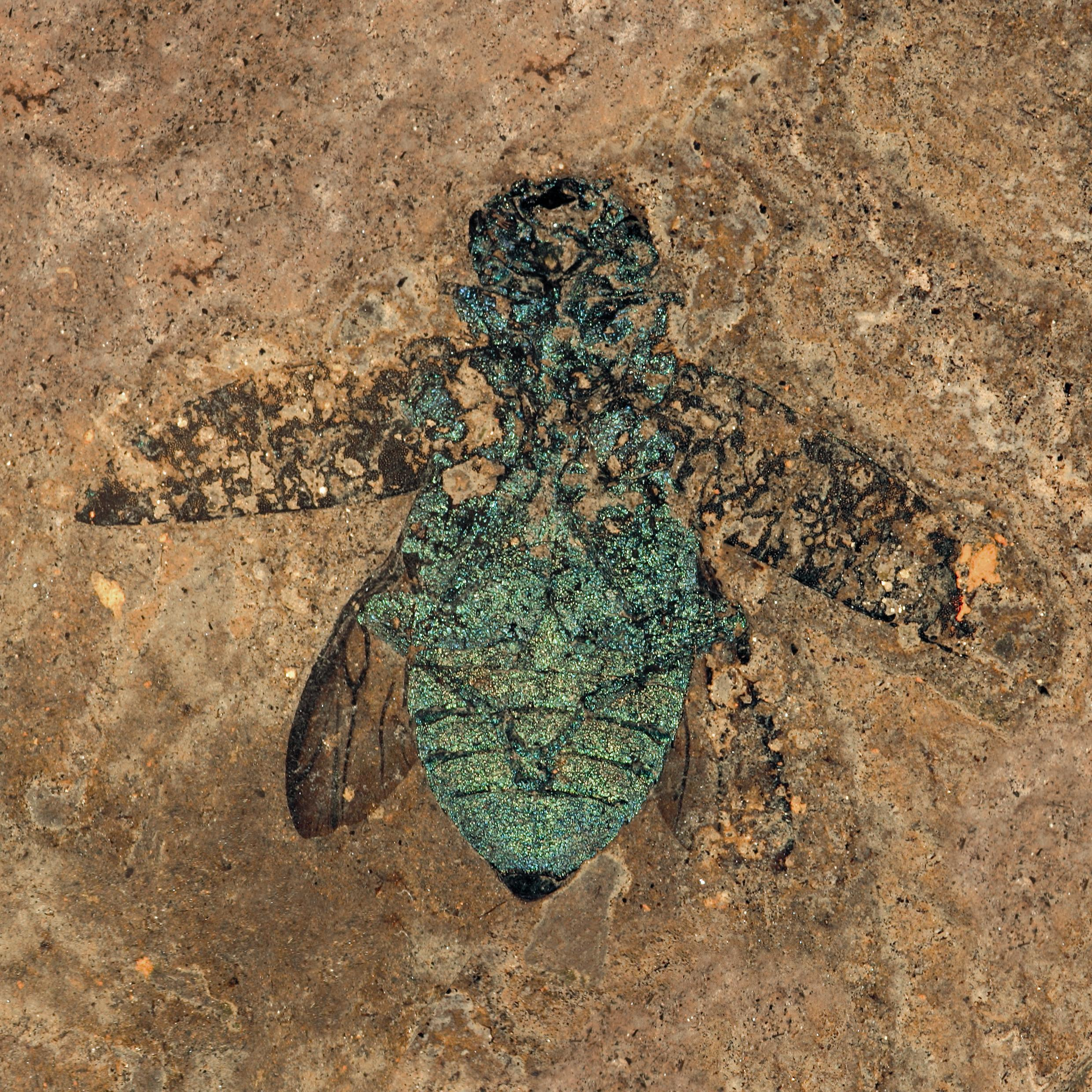
Fosilie brouka čeledi Buprestidae
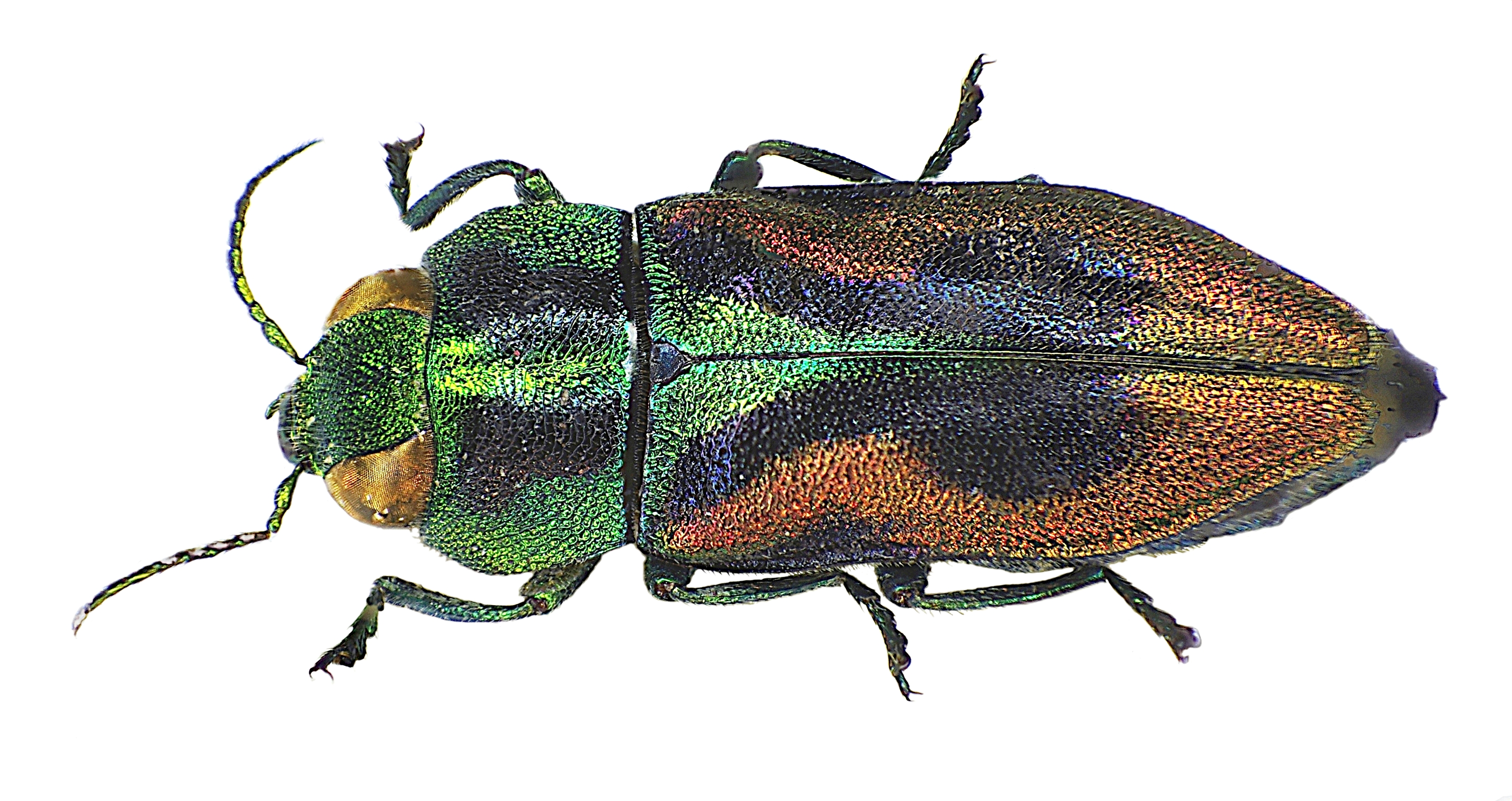
krasec třešňový (Anthaxia candens)
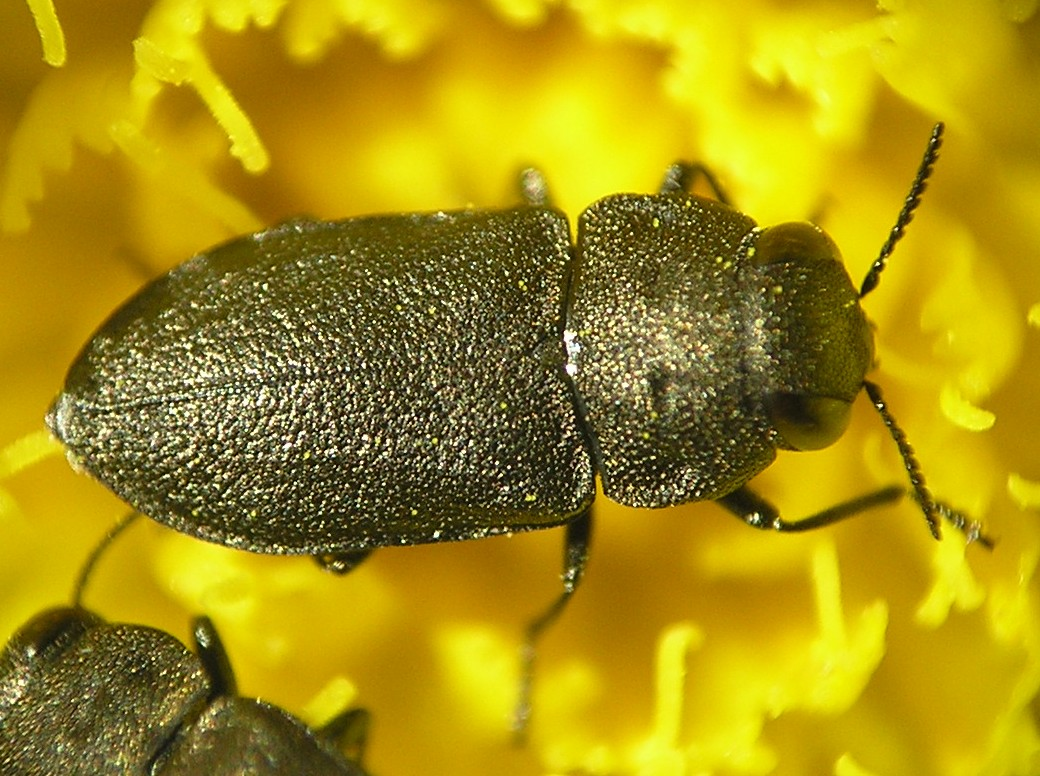
krasec čtyřtečný (Anthaxia quadripunctata)
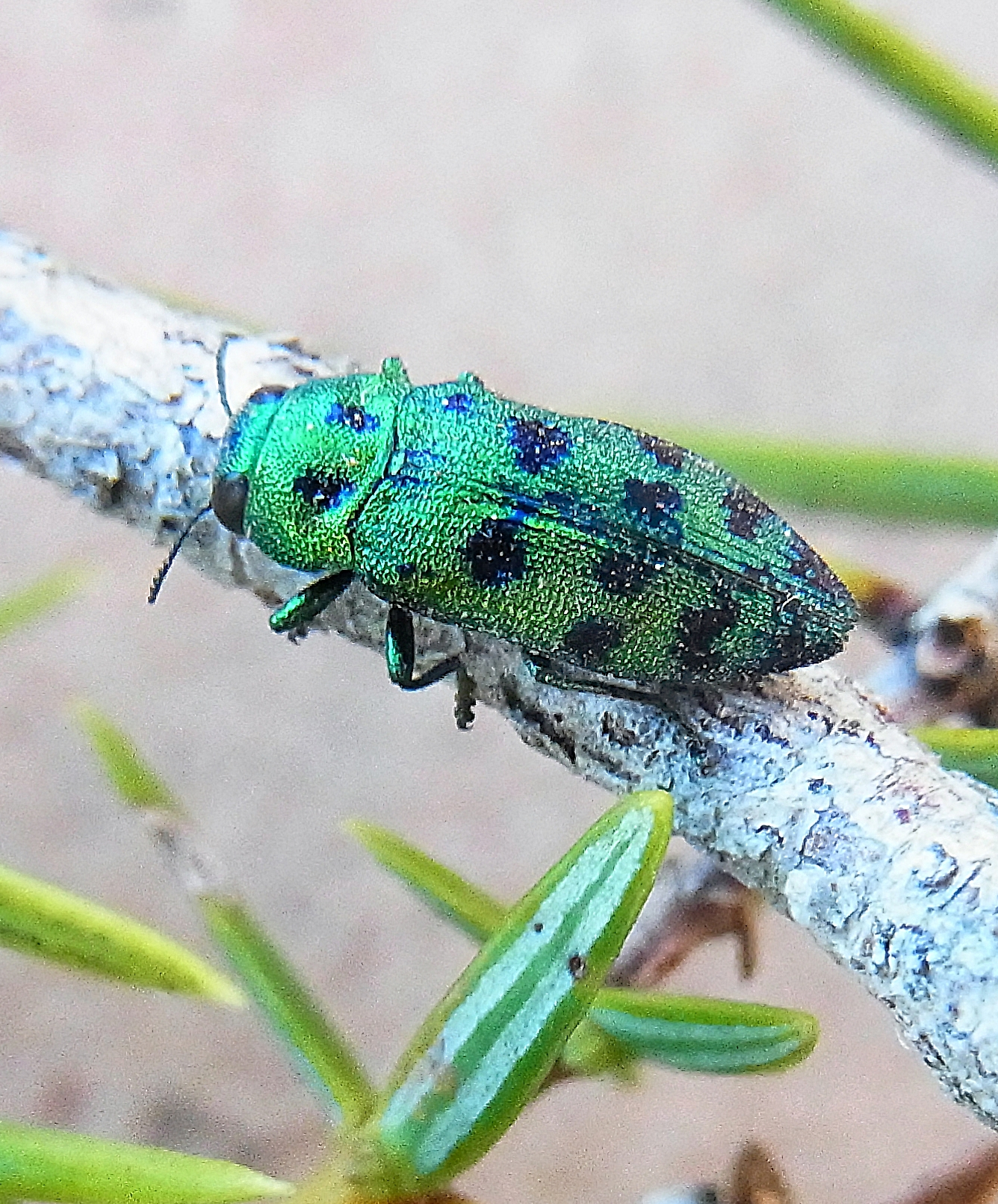
Lamprodila festiva